# Steven Joseph Lopes

Wappen von Steven Joseph Lopes

Steven Joseph Lopes (* 22. April 1975 in Fremont, Kalifornien, Vereinigte Staaten) ist ein amerikanischer Bischof und Ordinarius des Personalordinariats Kathedra Petri.

## Leben
Steven Joseph Lopes ist der Sohn eines Lehrerehepaars. Der Vater war ein in den 1960er Jahren in die USA eingewanderter Portugiese, die Mutter ist eine Detroiterin mit polnischen Wurzeln. Er studierte an der University of San Francisco Katholische Theologie mit den Nebenfächern Philosophie und Deutsch und trat anschließend in das St. Patrick′s Seminary in Menlo Park, Kalifornien ein. Ein Studienjahr verbrachte er am Päpstlichen Nordamerika-Kolleg in Rom und studierte an der Universität Innsbruck Philosophie und Liturgik. Am 23. Juni 2001 empfing er das Sakrament der Priesterweihe für das Erzbistum San Francisco. Geweiht wurde er von dem ebenfalls in Kalifornien geborenen Erzbischof William Joseph Levada, dessen Großeltern ebenfalls aus Portugal stammen. Danach wurde Lopes als Kaplan und Pfarrvikar in verschiedenen kalifornischen Pfarreien in der Seelsorge eingesetzt. Ein Jahr nach seiner Priesterweihe kehrte er nach Rom zurück und setzte seine theologischen Studien an der Gregoriana bis zur Promotion fort. Unter dem zum Glaubenspräfekten ernannten William Levada war Lopes von 2005 bis 2012 als dessen Mitarbeiter an der Kongregation für die Glaubenslehre tätig, wo er bereits federführend mit der Koordination der drei von Benedikt XVI. errichteten Personalordinariate anglikanischer Tradition befasst war. Nach Levadas Rücktritt im Juli 2012 wurde Lopes zum Sekretär der päpstlichen Kommission Anglicanae traditiones ernannt, die das Messbuch Divine Worship: The Missal für Katholiken anglikanischer Tradition erarbeitete.
Am 24. November 2015 ernannte ihn Papst Franziskus zum Ordinarius des Personalordinariats Kathedra Petri und verlieh ihm die Bischofswürde. Die Bischofsweihe fand am 2. Februar 2016 in der Hauptkirche des Ordinariats Unsere Liebe Frau von Walsingham in Houston durch Gerhard Ludwig Müller unter Assistenz von William Joseph Levada und Donald William Wuerl statt. Sein Wahlspruch lautet Magna opera Domini – „Groß sind die Werke des Herrn“ (Ps 111,2 ), ein Psalmzitat, das er nach eigener Erläuterung als Hinweis auf seine bereits vor der Ernennung bestehende enge Verbindung mit dem Ordinariat verstanden wissen möchte.
Lopes ist ein unverheirateter römisch-katholischer Kleriker und kein Konvertit aus dem Anglikanismus, sodass er anders als die anderen bisher ernannten Vorsteher der drei Personalordinariate (Keith Newton, Jeffrey N. Steenson und Harry Entwistle) auch die Bischofsweihe empfangen konnte, für die eine Zölibatsdispens nicht möglich ist.
Als Ordinarius des Personalordinariats gehört Lopes der Bischofskonferenz der Vereinigten Staaten (USCCB) und der kanadischen Bischofskonferenz (CECC) als Vollmitglied an.
Außer Englisch und Portugiesisch spricht er auch Italienisch und Deutsch.